# Проєкт міської електрички в Дніпрі
Дніпрóвська міськá електри́чка — проєктована лінія міських електропоїздів, що мала б проходить кільцем Дніпровського залізничного вузла. Міська електричка могла б стала п'ятим видом громадського транспорту — після трамвая, тролейбуса, автобуса та метрополітену.

## Історія
Маршрути електропоїздів по місту вже існують, такі як: Дніпро-Головний — Сухачівка, Дніпро-Головний — Войцехове (останній скасований через низький пасажиропотік).
Вперше про організацію проєкту саме в розрізі «міської електрички» заговорили всерйоз, коли аналогічну організували в столиці України. Пропонувалося її реалізувати з метою організації рівномірного розподілу пасажиропотоків та зменшення навантаження на інший громадський транспорт Дніпра, а також для забезпечення прямого зв'язку з віддаленими частинами міста, особливо зі складним рельєфом.
2012 року тодішній очільник Придніпровської залізниці Олександр Момот заявив, що «вже виготовляється у Польщі рейковий автобус для наземного метро», маючи на увазі рейковий автобус «PESA», який проходив випробування на маршрутах з Джанкоя до Армянська, Керчі і Феодосії і згодом там і продовжувався експлуатуватися, а з квітня 2014 року, через анексію Криму Росією, курсував на маршруті Запоріжжя II — Бердянськ.
2016 року інтерес до цього проєкту висловив і міський голова Борис Філатов.
У листопаді 2016 року був розпочатий збір підписів під інтернет-петицією до міської влади за впровадження міської електрички.
20 грудня 2023 року був запущений пілотний проєкт «Dnipro City Express» за напрямком Дніпро — Кам'янське.

## Маршрут
Рух кільцем довжиною в кількадесят км із 26-ма зупинками:
- Сухачівка, Ясне, 178 км, Діївка, 184 км, Горяїнове, Дніпро-Головний, пост Амур, 193 км, Нижньодніпровськ, 196 км, Нижньодніпровськ-Вузол, Депо-Вузол, Ксенівка, Ігрень;
- Ксенівка, Депо-Вузол, Нижньодніпровськ, Проспектна, Дніпро-Лоцманська, Тунельна, Зустрічний, Мирний, Шинний, Дніпро-Вантажний, Холодильна, Обвідна, Краснопілля, Войцехове, 175 км.

### Перспективи розвитку
На наступному етапі можливі маршрути до міст-супутників, зокрема Кам'янського, Підгородного та Іларіонового, але вони цілком залежать від підвищення пропускної здатності залізниці. Подальший розвиток проєкту міської електрички залежить від фінансових можливостей міста.

## Рух існуючих поїздів залізничним кільцем
Варто зазначити, що вже нині пасажиропотік приміськими електропоїздами в межах міста вимірюється кількома тисячами пасажирів. Наприклад, по студентському квитку в першу зону брати дешевше, ніж в маршрутному таксі, а якщо оформити на місяць проїзний — тим більше. Найбільше пасажирів користується звісно по осі Ігрень — Дніпро-Головний — Сухачівка, де курсує основна маса приміських поїздів.
На теперішній час курсують лише два електропоїзди сполученням Запоріжжя I — Сухачівка та Верхівцеве — Синельникове I, але тим не менш у них свої постійні пасажири, які прямують містом Дніпро.
Час руху кільцем міг би скласти близько однієї години. Найточніший час залежатиме від глибини підготовчих робіт та кількості зупинок.